# Communauté de communes d'Avranches
La communauté de communes d'Avranches  est une ancienne  communauté de communes française, située dans le département de Manche et la région Basse-Normandie.

## Historique
La communauté de communes est constituée par arrêté préfectoral le 28 décembre 1992. Le 1er janvier 2014, elle fusionne avec les communautés de communes du canton de Ducey, de Pontorson - Le Mont-Saint-Michel, de Sartilly - Porte de la Baie, auxquelles se joignent quelques communes de la communauté de communes du Pays hayland, pour former la communauté de communes Avranches - Mont-Saint-Michel.

## Composition
L'intercommunalité regroupait les seize communes du canton d'Avranches, la commune de La Boulouze associée à Saint-Ovin (canton de Ducey) comprise :
1. Avranches
2. Chavoy
3. La Godefroy
4. La Gohannière
5. Marcey-les-Grèves
6. Plomb
7. Pontaubault
8. Ponts
9. Saint-Brice
10. Saint-Jean-de-la-Haize
11. Saint-Loup
12. Saint-Martin-des-Champs
13. Saint-Ovin
14. Saint-Senier-sous-Avranches
15. Vains
16. Le Val-Saint-Père

## Compétences
- Aménagement de l'espace
  - Élaboration, approbation, suivi et révision du SCOT
  - Adhésion au syndicat mixte du Pays de la baie du Mont-Saint-Michel
  - Aménagement numérique, borne audiovisuelle
  - Constitution de réserves foncières et exercice du droit de préemption urbain
- Politique du logement et du cadre de vie
  - Étude et programmation d'actions dans le cadre d'un Programme local de l'habitat
  - Acquisition de terrains, aménagement et gestion d'aires d'accueil des gens du voyage
- Développement économique
  - Création de zones d'activités industrielles, commerciales, tertiaires, artisanales communautaires, et gestions des Parcs de la Baie, zone de Pontaubault, « le V », zone de Ponts « Aubigny », zone de Ponts « Maudon »
  - Création et gestion s zones d’activités économiques intercommunales nouvelles.
  - Participation financière à des opérations économiques d’intérêt communautaire (restructuration et mise aux normes européennes de l’abattoir).
  - Mise en place d’une mission de développement économique
  - Développement touristique (création et gestion d'un terrain de camping)
- Environnement
  - Déchets ménagers, assimilés et recyclables
  - Assainissement collectif et non collectif
  - Reboisement, amélioration des paysages, charte paysagère
  - Chemins de randonnée
- Gestion des services à caractère collectif
  - Transport scolaires et collectif
  - Équipements sportifs : centre aquatique Aqua Baie / salle omnisports Roger Lemoine
  - Relai assistantes maternelles
  - Ludothèque, crèche-halte garderie
  - Bibliothèque intercommunale Edouard Le Héricher
  - Déchetteries de Saint-Ovin et de Saint-Jean de-la-Haize
  - Service départemental d'incendie et de secours
  - Structure communautaire d'enseignement musical

## Administration
Son dernier président fut Guénhaël Huet, député-maire d'Avranches, en remplacement, en 2008, de René André, qui occupait les mêmes fonctions depuis la création de la structure.
| Période                                  | Période       | Identité      | Étiquette | Qualité                                             |
| ---------------------------------------- | ------------- | ------------- | --------- | --------------------------------------------------- |
| 1992                                     | avril 2008    | René André    | RPR/UMP   | Député, maire puis conseiller municipal d'Avranches |
| avril 2008                               | décembre 2013 | Guénhaël Huet | UMP       | Député, maire d'Avranches                           |
| Les données manquantes sont à compléter. |               |               |           |                                                     |